# Johann Zürcher (Ingenieur)
Johann Zürcher (* 13. September 1831 in Grünen; † 6. Dezember 1892 in Thun) war ein Schweizer Ingenieur und Politiker.

## Leben und Wirken
Johann war der Sohn des Strassenbauers Christian Zürcher. Dieser stellte ihn am Eidgenössischen Schützenfest 1842 in Chur Emanuel von Fellenberg vor, dem Leiter der Schul- und Erziehungsanstalt Hofwil. Johann Zürcher verliess nach einigen Jahren die Anstalt mit besten Zeugnissen. 1850 arbeitete er in dem Büro des Bezirksingenieurs und nachmaligen Regierungsrates Kilian in Thun. Zürcher wirkte von 1853 bis 1857 als Geometer und Baugehilfe in den Vereinigten Staaten. 1858 wurde er vom Regierungsrat beauftragt, die Bauleitung der Brienzerseestrasse zu übernehmen. Im folgenden Jahr heiratete er die Thuner Arzttochter Catharina Elisabeth Immer, genannt Elise, und zog mit ihr nach Brienzwiler. 1863 folgte die Einsetzung zum Bezirksingenieur im Berner Oberland. 
Politisch tätig wurde Zürcher ab 1869, als er in den Thuner Gemeinderat gewählt wurde, zwei Jahre später zu dessen Präsidenten. Und der Burgerrat beehrte ihn 1870 mit der Verleihung des Thuner Burgerrechts. Zur selben Zeit beteiligte sich Zürcher massgeblich an der Gründung des Einwohnervereins Thun.  Von 1881 bis 1892 war er freisinniger Nationalrat und setzte sich für den Eisenbahnbau ein. Zürcher war zudem Oberstleutnant der Genietruppen.

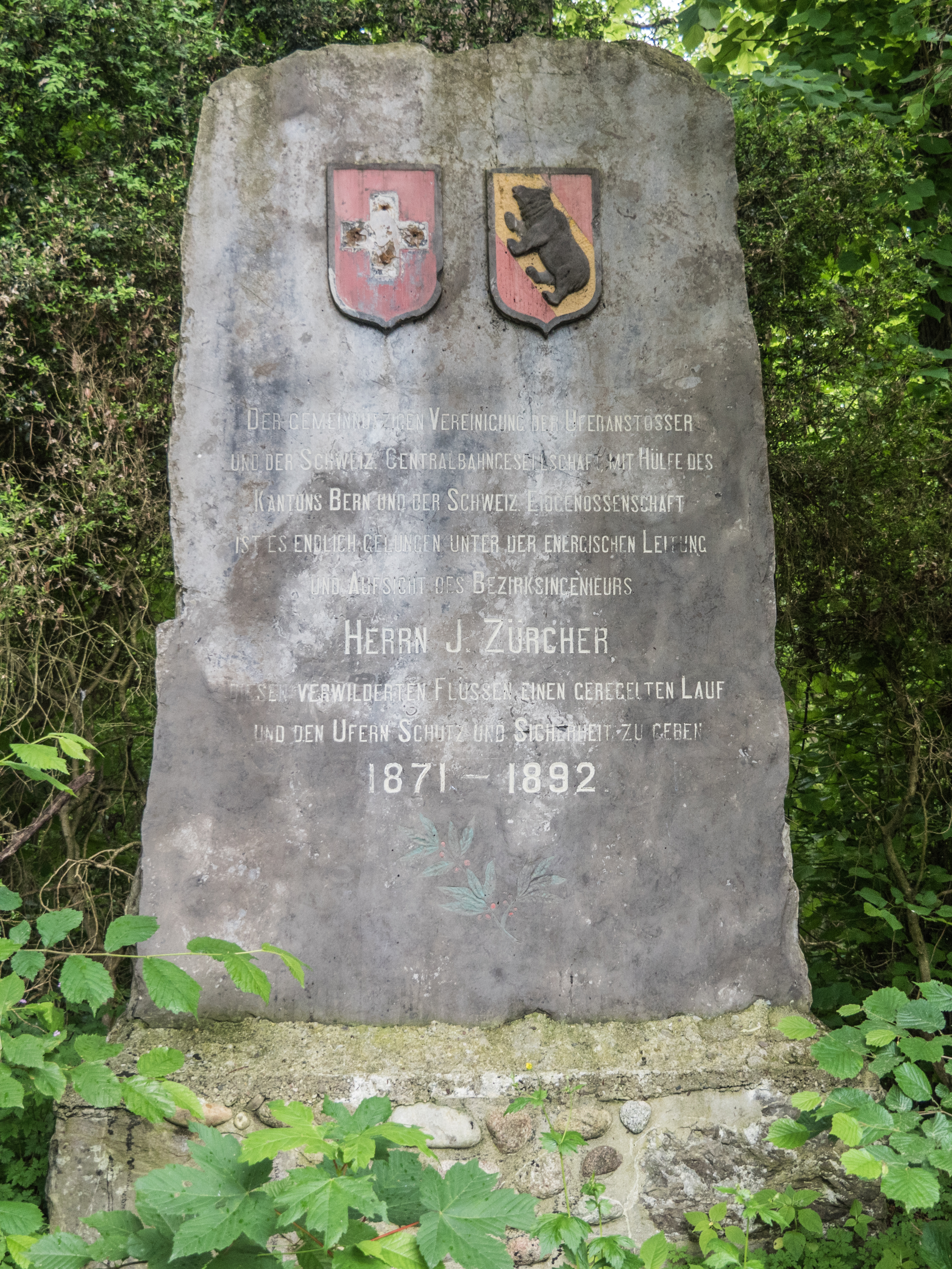
Aare-Korrektion (1871–1892) Denkmal

Ein Denkmal nahe der einstigen Zulgmündung, keine 100 Meter vom Aaresteg entfernt, erinnert an Johann Zürcher. Es trägt die Inschrift: «Der gemeinnützigen Vereinigung der Uferanstösser und der Schweizerischen Centralbahngesellschaft mit Hülfe des Kantons Bern und der Schweizerischen Eidgenossenschaft ist es gelungen, unter der energischen Leitung und Aufsicht des Bezirksingenieurs Herrn J. Zürcher diesen verwilderten Flüssen einen geregelten Lauf und den Ufern Schutz und Sicherheit zu geben. 1871–1892.»